# 트라방코르
트라방코르(말라얄람어: തിരുവിതാംകൂര്)는 오늘날 인도 서남부 케랄라주 지역에 18세기 초부터 20세기 중반까지 존재했던 나라이다. "트라방코르"라는 이름은 체라 왕조의 지역명 "티루와줌코드"에서 유래하며, 이것이 후대에 "티루완코드"로 축약되어 영국인들에 의해 "트라방코르"로 음차된 것이다. 전성기에는 현대의 케랄라 주 전역과 타밀나두주 칸야쿠마리구 지역을 지배하였다. 1788년부터 영국 동인도회사가 고문관을 파견하는 등, 동인도회사와 밀접한 협력 관계를 유지하였으며, 1795년에는 군사 보호 조약을 체결하여 영국의 번왕국이 되었다.

## 역사

### 건국
트라방코르 왕국의 성립은 18세기 초반이지만, 그 전신인 베나두 왕국은 12세기 초 무렵부터 케랄라 지방 남부 콜람을 중심으로 세력을 보유하였으며, 나중에 파드마나바푸람(현 타밀나두주 칸야쿠마리구에 속함)로 거점을 옮겼다. 왕가의 기원은 명확하지 않은 점이 많지만, 일설에 의하면 체라 페루말 왕조의 마지막 왕 라마 쿨라세카라(1089–1122, 재위 1090-1102)가 베나두 왕국의 창시자라고 한다. 1102년에 체라 페루말 왕조가 촐라 제국에 멸망한 후 구 체라의 북부 지역에는 코친 왕국이 성립했지만, 남부 지역에는 수 세기의 분열기가 이어지다가 판디아 왕조나 호이살라 왕조, 비자야나가라 제국 등의 지배를 받는다. 그러던 와중 18세기 초, 웨나투 왕가의 마르탄다 바르마가 케랄라 지방 남부에 할거한 지방 군주들의 세력을 통합하여, 1729년에 트라방코르 왕국을 건국하게 된다.

### 마르탄다 바르마의 통치와 네덜란드와의 전쟁

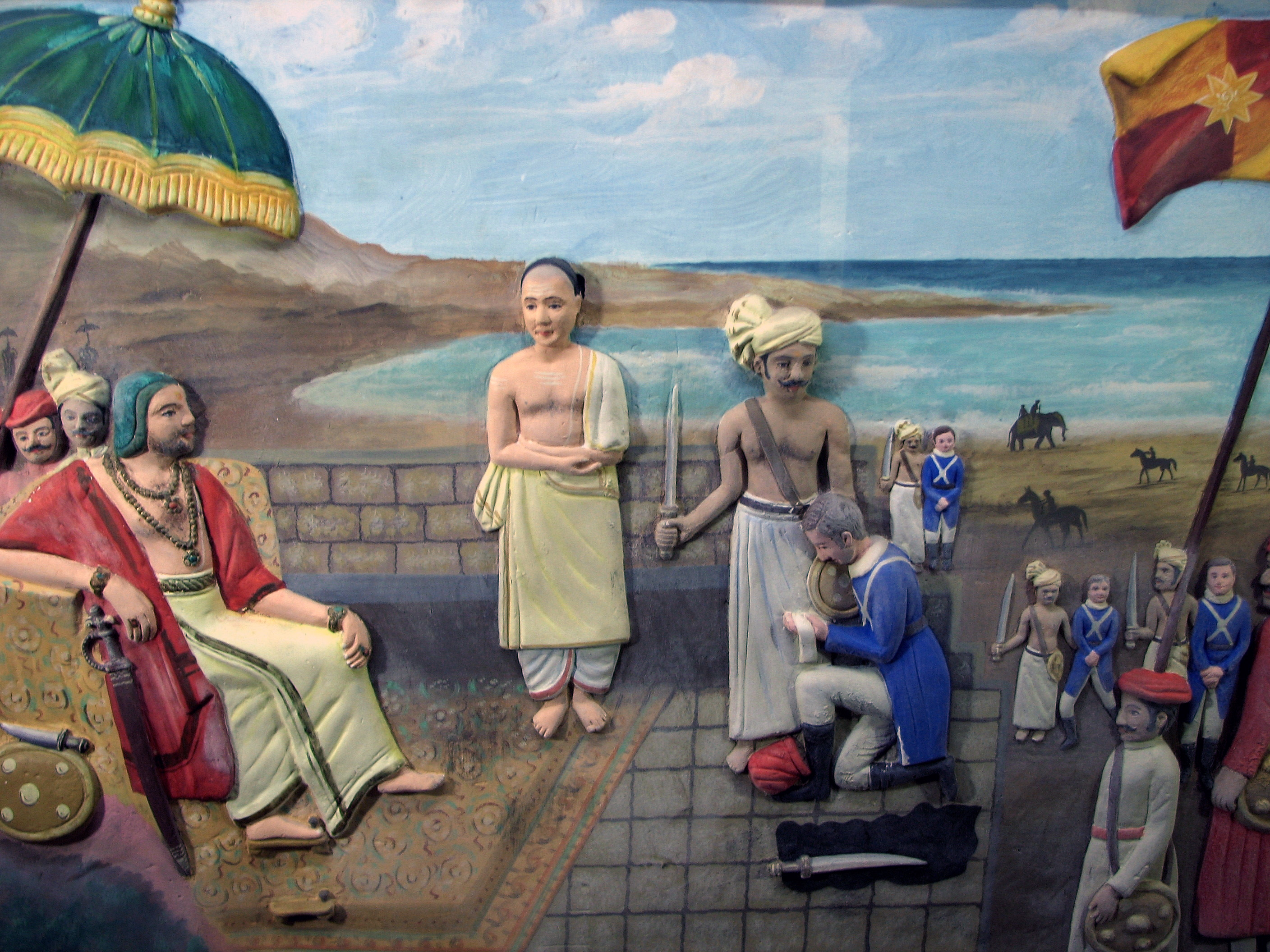
콜라첼의 전투(네덜란드군이 항복하고 있다)

마르탄다 바르마(재위 1729-1758)은 즉위와 동시에 수도 파드마나바푸람 근처의 티루바난타푸람에 있는 웨나투 가문의 수호신 비슈누를 모시는 스리 파드마나바스와미 사원을 대대적으로 개보수하고, 1556년 이후 착공되어 있지 않았던 문 부근에 비자야나가라-나야카 양식을 도입해 장려한 5중 계단을 만들었다(아들 다르마라자 시대에 2중 계단이 추가되었다). 마르탄다 바르마는 행정의 중앙 집권화를 도모해 왕권을 강화하였는데, 네덜란드 세력이 당시 이 지역에 진출해 왔지만, 1741년 8월 10일에 콜라첼 전투에서 대파하였다. 그 후에도 네덜란드와의 전쟁은 1753년 8월 15일에 평화 협정이 체결될 때까지 계속되었다(트라방코르-네덜란드 전쟁, 1739-1753).
1750년 1월 3일, 마르탄다 바르마는 수호신 파드마나바(비슈누의 화신 중 하나)에게 트라방코르를 봉헌하는 의식을 거행하였다. 이때부터 트라방코르의 마하라자는 "파드마나바를 받드는 자(파드마나바다사르)"로 트라방코르를 통치하게 되었다.

### 다르마라자의 통치와 번왕국화
1758년 7월 7일 , 마르탄다 바르마는 죽고 아들 다르마라자 1세(재위 1758-1798)가 뒤를 이었다. 다르마라자의 통치는 내정을 담당한 재상 데완 라자 케사와다스(1745-1799)의 활약에 힘입어 알라푸라의 정글이 교역항으로 개발되었으며, 말라얄람어의 부흥도 행해지는 등 문학, 무용, 연극, 회화, 건축 등 다방면의 예술이 번영하는 파드마나바푸람의 궁정을 장식하였다.
그러나 코친 왕국과의 전쟁이 발생하여, 1756년부터 1757년까지는 대규모 전투가 일어나는 등(코친-트라방코르 전쟁), 주변국들과의 군사적 긴장은 유지되었다. 코친과의 전쟁은 1761년 12월 23일에 평화 협정이 체결됨으로써 일단락되었으나, 1767년 이후에는 마이소르 왕국의 하이데르 알리가 트라방코르 왕국을 침략하였다(트라방코르-마이소르 전쟁). 1774년에는 트라방코르 왕국이 마이소르의 신하로서 헌상할 것을 강요당했지만, 카르나타카 나와브의 신하인 것을 이유로 거부했다.
하이데르 알리의 아들 티푸 술탄도 케랄라 지방을 침략하였고, 1789년 12월의 침공 시 다르마라자는 마침내 영국 세력에 도움을 요청했다. 이를 도화선으로 하여 1790년 초부터 제3차 영국-마이소르 전쟁이 발발했고, 이 전쟁에서 트라방코르 왕국은 영국 편으로 참전하였다. 전쟁이 종결된 후인 1795년에는 강성한 영국과 군사 보호 조약을 체결하고 영국에 종속적인 번왕국의 지위로 떨어졌다. 같은 해에 다르마라자는 수도를 파드마나바푸람에서 티루바난타푸람으로 천도하였다. 다르마라자의 치세는 1798년 2월 17일에 그가 사망함으로 끝났다.

### 영국 통치와 인도 공화국 병합
트라방코르 왕국은 영국 지도 하에 번왕국으로 존속하는 것이 허용되었다. 번왕 발라라마 바르마 1세(재위 1798-1810)의 치세인 1805년에는 다시 군사 보호 조약이 맺어져, 트라방코르가 지불하는 영국 동인도 회사의 군대 주둔비용이 증액되었다. 1807년 12월에 영국은 트라방코르에 체납된 주둔비용을 지불할 것을 요구했지만, 트라방코르 측은 거부했고 이에 호응하여 반영의 기치를 내세운 반란(트라방코르 반란, Travancore Rebellion, 1808-09)이 일어났다. 하지만 1808년 1월에 반란군이 영국군에 패배하고 번왕국도 진압에 협력할 것을 강요당해 반란은 서서히 진정되어 갔다.
내정면을 보면 평균 문해력과 사회 발전의 측면에서, 트라방코르 왕국은 영국 직할령 인도보다 앞서는 매우 현대적이고 능률 높은 행정을 하고 있었던 것으로 알려져 있다. 이미 1834년에 인도 최초의 영어 학교가 설립되었으며 이 학교는 1964년까지 학비 부담 없이 운영되었다. 1924년에서 1925년 사이 마하라니 세투 락슈미바이(섭정 재위 1924-1931) 때, 케랄라의 인도 국민회의파에 의해 와이콤 사원을 둘러싼 도로를 불가촉천민에게 개방하는 것을 목적으로 비폭력 운동(와이콤 사티아그라하)이 일어나, 간디의 조정으로 트라방코르 번왕국 정부가 일부를 제외하고 사원으로 이어지는 길을 불가촉천민에게 개방하는 등, 신분 차별과 종교적 문제는 유지되고 있었다.
마지막 번왕 발라라마 바르마 2세(재위 1931-1947)는 1947년 6월 3일에 인도와 파키스탄이 분리 독립한다고 발표되었을 때, 인도와 파키스탄의 어느 쪽에도 속하지 않고 트라방코르 왕국이 독립 국가로 남는 것을 원했지만 결국 인도 귀속을 결정하게 되었다. 같은 해 8월 15일, 인도-파키스탄 분리 독립이 이루어지면서, 트라방코르 번왕국은 인도에 병합되며 나중에 코친 번왕국의 영토와 함께 케랄라 주가 되었다.

## 역대 군주
- 마르탄다 바르마(Marthanda Varma, 별명 아니잠 티루날Anizham Tirunal, 재위 1729-1758)
- 다르마라자(Dharma Raja, 별명 카르티카 티루날Karthika Thirunal, 재위 1758-1798)
- 발라라마 바르마 1세(Balarama Varma I, 별명 아위톰 티루날Avittom Thirunal, 재위 1798-1810)
- (女)가우리 락슈미바이(Gowri Lakshmi Bayi, 별명 아일욤 티루날Ayilyom Thirunal, 재위 1810-1815; 여왕 1810-1813, 섭정 1813-1815)
- (女)가우리 파르바티바이(Gowri Parvati Bayi, 별명 우트리타티 티루날Uthrittathi Thirunal, 섭정 재위 1815-1829)
- 라마 바르마 2세(Rama Varma II, 별명 스와티 티루날Svati Thirunal, 재위 1813-1846, 실권자로 재직한 기간은 16세로 성년이 되고부터인 1829-1846)
- 마르탄다 바르마 2세(Marthanda Varma II, 별명 우트라돔 티루날Uthradom Thirunal, 재위 1846-1860)
- 라마 바르마 3세(Rama Varma III, 별명 아일얌 티루날Ayilyam Thirunal, 재위 1860-1880)
- 라마 바르마 4세(Rama Varma IV, 별명 위사캄 티루날Visakham Thirunal, 재위 1880-1885)
- 라마 바르마 5세(Rama Varma V, 별명 물람 티루날Mulam Thirunal, 재위 1885-1924)
- (女)세투 락슈미바이(Sethu Lakshmi Bayi, 별명 푸라담 티루날Puradam Thirunal, 섭정 재위 1924-1931)
- 발라라마 바르마 2세(Balarama Varma II, 별명 치티라 티루날Chithira Thirunal, 재위 1924-1947, 실권자로 재직한 기간은 1931-1947)

## 같이 보기
- 마이소르 왕국
- 마드라스 관구

## 참고 문헌
- 辛島昇, 『新版世界各国史7 南アジア史』, 山川出版社
- 辛島昇, 坂田貞二, 『世界歴史の旅 南インド』, 山川出版社
- ビパン・チャンドラ, 『近代インドの歴史』, 山川出版社